# VSITR
Der VSITR-Standard des deutschen Bundesamts für Sicherheit in der Informationstechnik (BSI) schreibt ein 7-faches Überschreiben von zu löschenden Inhalten auf Festplatten vor. VSITR steht für Richtlinien zum Geheimschutz von Verschlusssachen beim Einsatz von Informationstechnik. Die VSITR wurde am 1. September 1998 vom Bundesministerium der Innern erlassen.
Der Standard ist nicht mehr gültig und wurde 2009 durch einen neuen Löschstandard ersetzt. Es gibt verschiedene Software, die nach dem Standard VS-ITR löschen. Beispielsweise VS-Clean (vom BSI), HDShredder, Certus Software, Blancco Software oder DBAN/EBAN (Open Source). VS-Clean ist mittlerweile veraltet. Vom BSI zugelassene Software findet sich in der BSI 7164 Liste der zugelassenen IT-Sicherheitsprodukte und -systeme.
Mit Novellierung der Verschlusssachenanweisung in 2018 entfiel die Option der BSI-Empfehlung einer Überschreibsoftware. Derartige Produkte benötigen eine Zulassung des BSI.
Der Nachfolger der BSI TL 03400 enthält derartige Produkte nicht mehr.

## Beschreibung
Bei Löschungen nach dem VSITR-Standard werden die Daten nacheinander siebenmal mit folgenden Bitmustern überschrieben: 0x00, 0xFF, 0x00, 0xFF, 0x00, 0xFF, 0xAA.
Datenträger des Geheimhaltungsgrades „GEHEIM“ bedürfen einer physikalischen Vernichtung. Eine Löschung ist nicht erlaubt.